# Dave Brown (Footballspieler, 1953)
David Steven „Dave“ Brown (* 16. Januar 1953 in Akron, Ohio; † 10. Januar 2006 in Lubbock, Texas) war ein US-amerikanischer American-Football-Spieler und -Trainer. Er spielte auf der Position des Cornerbacks 15 Jahre in der National Football League (NFL) und gewann mit den Pittsburgh Steelers den Super Bowl X.

## Leben
Geboren in Ohio, begann Brown seine Footballkarriere in der East High School in Akron und setzte diese im College Football an der University of Michigan fort. Hier wurde er 1974 zum All-American gewählt und später ins All-Century-Team. In den drei Jahren als Starter für Michigan gewann das Team 32 seiner 33 Spiele und erzielte elf Shutouts. Er erzielte neun Interceptions und 212 Tackles. Er war auch ein erfolgreicher Punt Returner; er trug 48 Punts für 531 Yards und drei Touchdowns zurück.
Brown wurde in der ersten Runde des NFL Draft 1975 von den Pittsburgh Steelers ausgewählt. Bereits als Rookie gewann er mit diesen den Super Bowl. Bei den Steelers wurde er hauptsächlich als Return Specialist eingesetzt. Er trug 22 Punts für 217 Yards und 6 Kickoffs für 126 Yards zurück. Aufgrund seiner begrenzten Einsätze und einem etablierten Defensive Backfield der Steelers, wurde er von den Steelers nicht als einer der 29 geschützten Spieler im Vorfeld des Expansion Drafts der Tampa Bay Buccaneers und der Seattle Seahawks ausgewählt. Im Expansion Draft 1976 wurde er von den Seattle Seahawks ausgewählt, wo er elf Saisons verbrachte. In seiner ersten Saison bei den Seahawks spielte er auf der Position des Free Safeties, auf der er vier Interceptions fing, ehe er 1977 auf die Position des rechten Cornerbacks wechselte. 1984 stellte er einen NFL-Rekord mit zwei Interceptions für Touchdowns beim Spiel gegen die Kansas City Chiefs ein. Ebenfalls 1984 wurde er in den Pro Bowl berufen. 1984 und 1985 wurde Brown ins Second-team All-Pro gewählt. Mit insgesamt 50 Interceptions hält er einen Franchise-Rekord. Weiter Franchiserekorde hält er bei den Interception-Return-Yards (653) und Interception-Return-Touchdowns (5). 1987 wurde Brown zu den Green Bay Packers getauscht und spielte dort drei Saisons. 1990 verpasste er die gesamte Saison aufgrund einer Sehnenentzündung in einer seiner Achillessehnen. Er beendete nach seiner Entlassung im April 1991 seine Karriere. Insgesamt fing er 62 Interceptions, die siebtmeisten in der Ligageschichte.
Von 1992 bis 1998 war Brown Assistenztrainer bei den Seahawks. Ab 2001 war er Trainer der Cornerbacks an der Texas Tech University. Brown starb 2006 in Lubbock, Texas an einem Herzinfarkt, sechs Tage vor seinem dreiundfünfzigsten Geburtstag. Er hinterließ seine Frau Rhonda und zwei Söhne.

## Auszeichnungen
Brown spielte einmal im Pro Bowl und wurde er zweimal zum All-Pro gewählt. 1992 nahmen ihn die Seahawks in den Seattle Seahawks Ring of Honor auf. 2007 wurde er postum in die College Football Hall of Fame aufgenommen.